# 吳中立 (隆慶進士)
吳中立（1535年—？），字公度，號景山，福建建寧府浦城縣人，軍籍，明朝政治人物。

## 生平
嘉靖三十七年（1558年）戊午科福建鄉試第五十一名舉人。隆慶五年（1571年）中式辛未科會試第八十九名，三甲第一百四十三名進士。工部觀政，养病，萬曆十四年（1586年）赴部选用，十五年授礼部主事，仍准致仕。萬曆二十一年升尚寶司丞。

## 家族
曾祖吳普志；祖父吳吉；父吳旦，九品散官。母黃氏。严侍下。兄承德。弟相中、節中行中、英、崇德、中德。